# Larrousse
Pour les articles ayant des titres homophones, voir Larousse et La Rousse.
Pour le mentaliste, voir Rémi Larrousse.
Larrousse est une ancienne écurie de Formule 1 française et un ancien constructeur fondés par Gérard Larrousse et Didier Calmels. L'écurie a participé au championnat du monde de F1 de 1987 à 1994 et ses pilotes ont inscrit un total de 23 points en 48 Grands Prix. L'écurie, quant à elle, n'a inscrit que 12 points en championnat du monde des constructeurs car elle a été déclassée en 1990 et a perdu le bénéfice des 11 points inscrits cette année-là.

## Historique

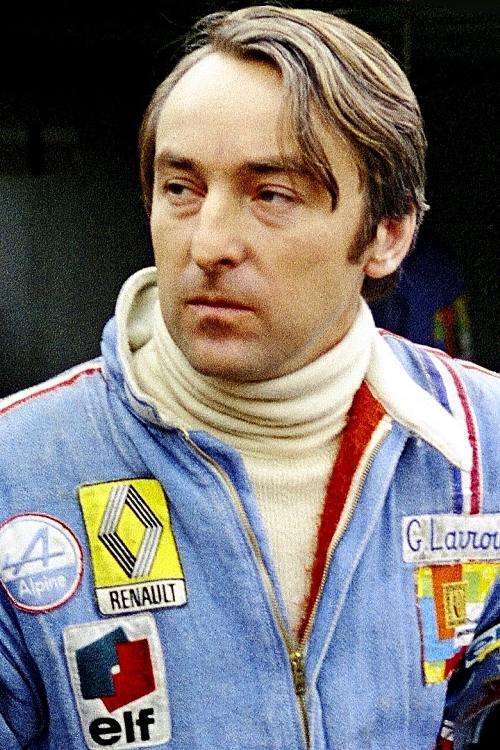
Gérard Larrousse, fondateur de l'écurie, à Zolder en 1975

L'écurie Larrousse est fondée en 1986 par Didier Calmels et Gérard Larrousse, ancien pilote de haut niveau qui a notamment remporté à deux reprises les 24 heures du Mans avant de devenir directeur sportif des écuries Renault puis Ligier. L'équipe est alors officiellement baptisée Larrousse-Calmels. 
En 1987, la structure fait ses débuts en championnat du monde de Formule 1 en engageant les pilotes français Philippe Alliot et Yannick Dalmas. Larrousse n'est pas une écurie constructeur car elle se contente de monter un moteur V8 Ford-Cosworth sur un châssis acheté au constructeur britannique Lola. Les débuts de la "kit-car" LC87 sont délicats du fait de l'utilisation d'un moteur atmosphérique alors que les turbos sont toujours autorisés et dominent la Formule 1. La petite équipe française parvient tout de même à inscrire 3 points en 1987 grâce à Philippe Alliot, sixième en Allemagne, en Espagne et au Mexique). En réalité, sur la piste, l'écurie a obtenu 5 points mais les 2 points marqués par Dalmas en Australie sur la deuxième voiture n'ont pas été retenus car Larrousse n'a inscrit qu'une seule voiture en début de saison. Larrousse-Calmels se classe neuvième du classement des écuries.
En 1988, le duo de pilotes est reconduit sur la LC88 conçue par Ralph Bellamy. La monoplace apparaît immédiatement comme la plus grosse et la plus laide du plateau. On constate très rapidement qu'elle souffre de tares irrémédiables. Son comportement pataud ne pourra même pas être amélioré malgré une complète refonte des suspensions arrière. De plus, elle s'avère peu fiable et les ruptures mécaniques s'enchaînent (11 abandons sur cause mécanique). Les accidents sont légion et la coque doit quasi-systématiquement être changée car non réparable. Le budget est pratiquement consacré à l'achat de coques chez Lola et l'écurie ne peut de ce fait pas tourner en essais privés de développement. Aucun des pilotes de l'écurie Larrousse ne rentre dans les points de toute la saison, Dalmas obtenant comme meilleur résultat une septième place à Monaco et au Grand Prix de Detroit. 

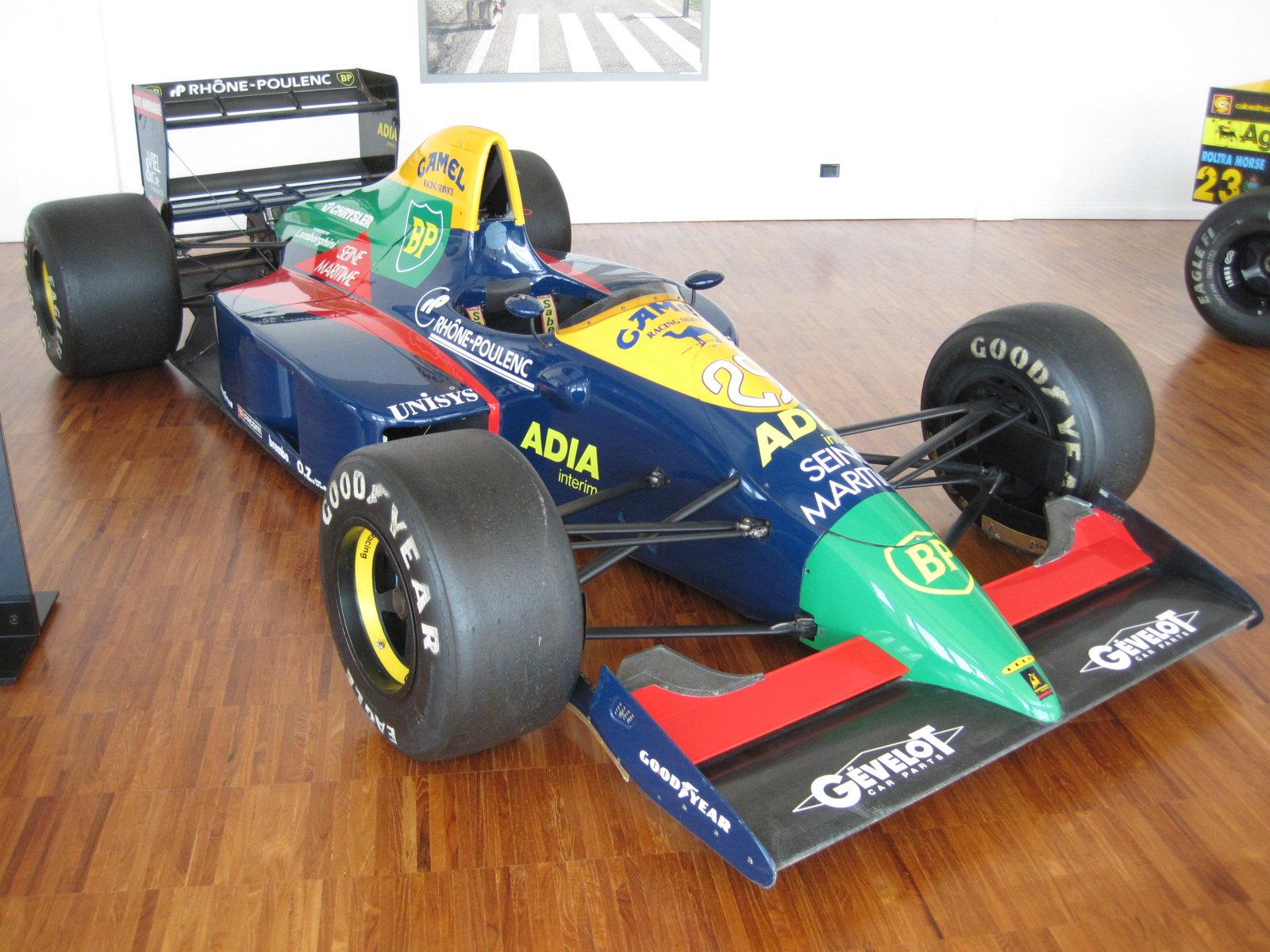
La Lola LC89 de 1989

À l'aube de sa troisième saison dans la discipline, en 1989 et à la suite du retrait forcé de Didier Calmels pour des raisons judiciaires, l'écurie est rebaptisée Larrousse. Gérard Ducarouge est recruté pour concevoir un châssis digne de ce nom, Lola n'étant plus qu'un prestataire de services. Larrousse entame un partenariat avec le motoriste italien Lamborghini pour développer le petit V12 conçu par Mauro Forghieri. Mais le moteur Lamborghini, difficile à exploiter, se révèle peu fiable et la saison tourne à la catastrophe. Lors des six premiers Grands Prix, seul Alliot parvient à qualifier sa LC88B puis sa LC89. Forghieri doit revoir l'environnement moteur et les équipements Magneti-Marelli sont remplacés par des accessoires Bosch. L'évolution moteur prend du retard et il n'est pas question de développement mais simplement de mise au point. Le châssis ne peut pas progresser faute d'essais suffisants, et faute d'essais, le moteur ne peut être fiabilisé. Le cercle vicieux provoque le licenciement, faute de résultat, de Yannick Dalmas (qui ne s'est qualifié qu'à deux reprises) remplacé par Michele Alboreto qui se qualifie cinq fois. À mi-saison, l'écurie est contrainte de disputer les préqualifications malgré l'arrivée de l'ingénieur Michel Têtu pour épauler Ducarouge. Si la saison se solde par quatorze abandons pour cause mécanique (moteur et électricité le plus souvent), Alliot sauve l'honneur en terminant sixième en Espagne.

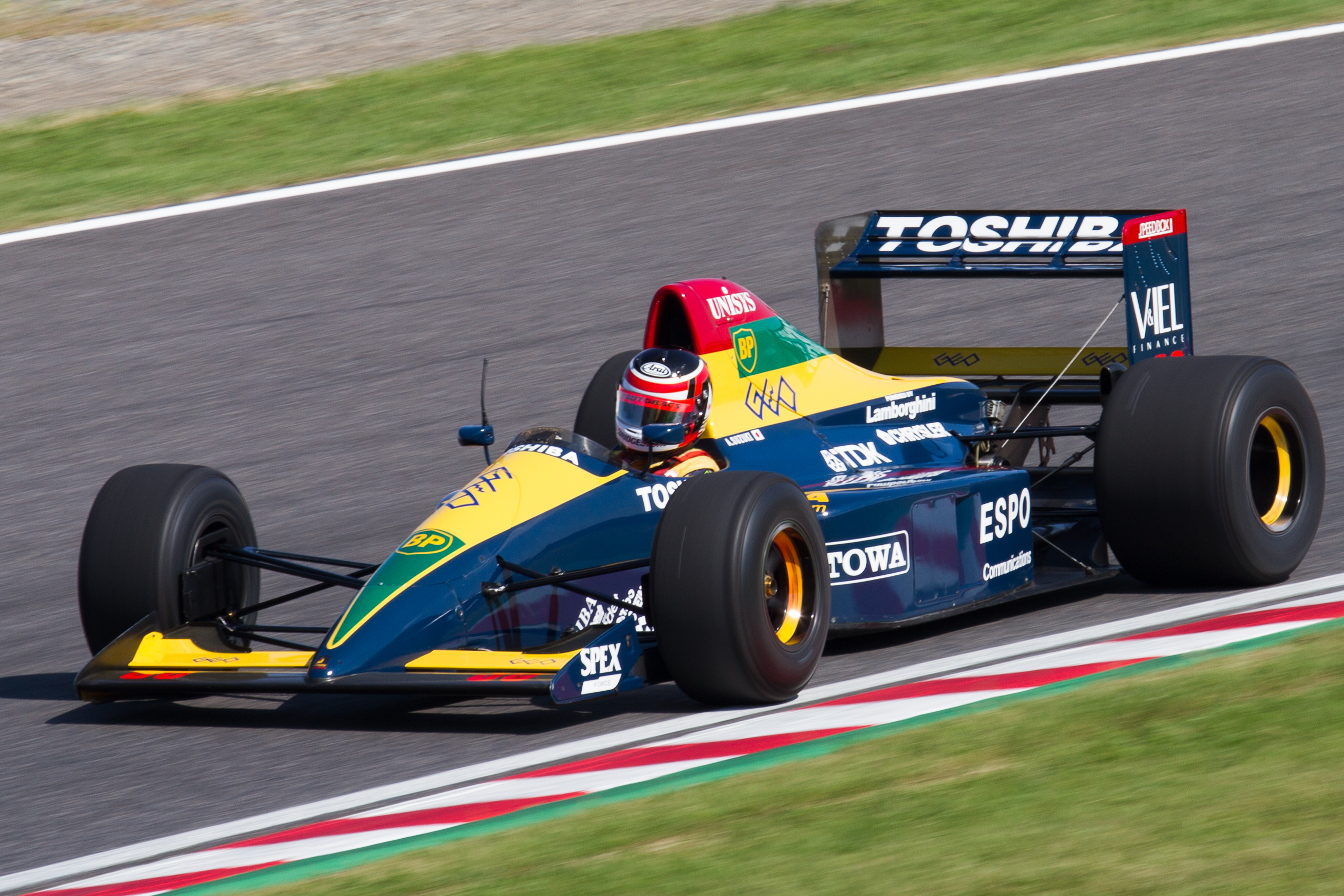
La Lola 90, pilotée par Aguri Suzuki, permettra à l'écurie de monter une fois sur le podium

En 1990, Larrousse décroche un partenariat avec la société japonaise ESPO et est libérée de tout souci financier. Le pilote japonais Aguri Suzuki est recruté pour épauler Éric Bernard, de retour. Mais Lamborghini, sous prétexte que Larrousse n'offre pas de garanties suffisantes pour effectuer de longs et coûteux programmes d'essais, rompt leur contrat d'exclusivité pour motoriser également Team Lotus, alors que Larrousse a essuyé les plâtres du V12 l'année précédente. Gérard Larrousse craint que son écurie soit désavantagée par rapport à Lotus qui monopoliserait les attentions du motoriste italien. Il n'en est toutefois rien et grâce à une meilleure fiabilité du moteur (une seule rupture moteur en 17 abandons sur cause mécanique), les résultats décollent enfin, surtout avec l'arrivée de la 90 qui remplace la LC89 engagée lors des deux premiers Grands Prix. Bernard termine sixième à Monaco (après un départ de la vingt-quatrième place sur la grille) puis se classe quatrième à Silverstone où Suzuki termine sixième et récidive en Hongrie. Aguri Suzuki décroche quant à lui une nouvelle sixième place en Espagne avant de réussir une troisième place au Japon en fin de saison en réalisant le second meilleur tour en course. Avec 11 points, Larrousse boucle la saison à la sixième place du championnat des constructeurs. 
Gérard Larrousse ne profite pas longtemps de son succès : la FISA, présidée par le Français Jean-Marie Balestre peu amène avec la modeste structure, annonce que l'écurie est déclassée du championnat du monde des constructeurs,,. En effet, le "concurrent" ESPO-Larrousse s'était engagé au championnat du monde sans préciser que le constructeur de la monoplace était Lola (cette information était notoire depuis 1987). Ce vice de forme et une justice expéditive ne remet pas en cause les résultats acquis par les pilotes qui conservent leurs places au championnat des pilotes mais a pour effet dramatique de priver Larrousse des 11 points acquis au volant d'une Lola non enregistrée auprès de la FISA tandis que les monoplaces devront disputer les séances de préqualifications en 1991. Si l'écurie ne sera finalement pas sanctionnée d'un passage par les pré-qualifications, cette rétrogradation entraîne une lourde charge financière pour 1991 car Larrousse ne peut plus bénéficier des aides financières accordées aux dix meilleures équipes du championnat par la FOCA, pour le transport du matériel par exemple,. C'est un coup terrible pour une équipe qui vient de perdre le soutien de Lamborghini. De plus, la crise financière asiatique contraint le partenaire ESPO à se retirer de la Formule 1, Larrousse doit alors racheter les parts du groupe japonais et redevient entièrement française. 
Longtemps incertaine, la présence de Larrousse au départ du championnat 1991 est finalement assurée, notamment grâce à Aguri Suzuki qui a obtenu de Toshiba un contrat de sponsoring revu à la hausse. La Lola 91, conçue par Ducarouge et réalisée par Lola, reçoit un moteur V8 Ford-Cosworth préparé par Hart et conserve une boîte de vitesses Lamborghini. Elle est confiée au duo de pilotes de la saison précédente. Entre le premier et le dernier Grand Prix de la saison, les pilotes ne terminent qu'une seule course chacun. Mais ils parviennent tous les deux à ramener un point des seules courses qu'ils terminent (Bernard sixième au Mexique et Suzuki sixième lors du premier Grand Prix de la saison aux États-Unis). L'écurie termine onzième du championnat et ne bénéficie toujours pas des avantages financiers de la FOCA : elle est placée en redressement judiciaire.

Logo de l'écurie pendant la période où Venturi était actionnaire majoritaire

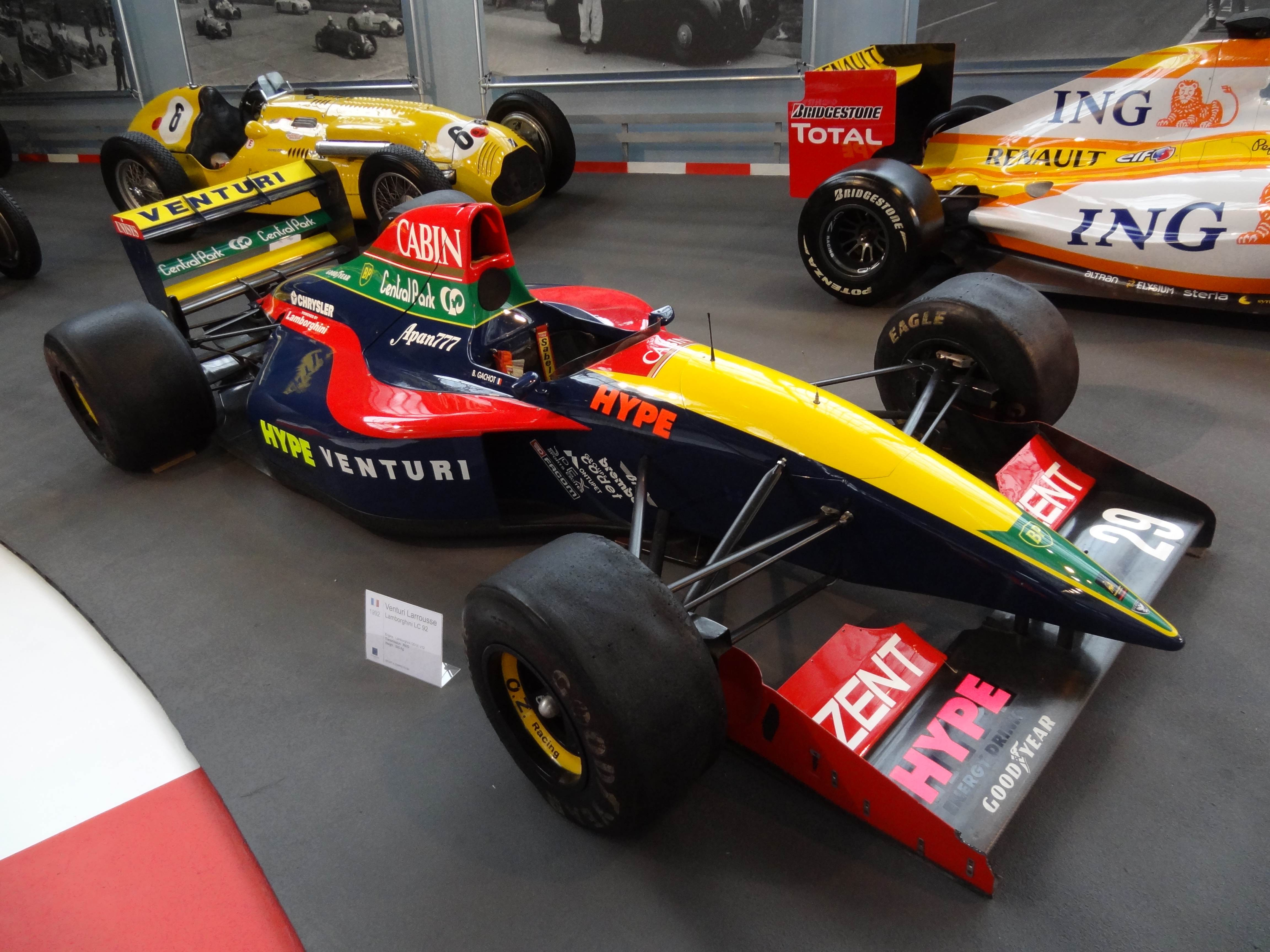
Venturi Larrousse à moteur Lamborghini (1992)

En 1992, la procédure de redressement judiciaire permet de trouver une solution aux problèmes financiers de l'écurie : Larrousse signe un partenariat avec le constructeur français de voitures de sport Venturi (ex-MVS) pour créer la structure Venturi-Larrousse contrôlée à 65 % par Venturi. Une nouvelle organisation technique est mise en place, la base de Signes prépare les voitures tandis que la base anglaise Larrousse UK devient un véritable bureau d'études voué à l'élaboration des châssis Venturi. Le champion de F3000 japonaise Ukyo Katayama apporte dans sa valise le soutien du groupe Central Park et est épaulé par Bertrand Gachot qui vient de remporter les 24 heures du Mans. De plus l'écurie retrouve le V12 Lamborghini. La saison ne répond pas aux attentes du constructeur français : si les deux LC92 se qualifient pour tous les Grands Prix de la saison, seul Gachot parvient à inscrire l'unique point de l'écurie en se classant sixième à Monaco. La fin de saison est particulièrement mouvementée pour la nouvelle structure : un commanditaire allemand de l'écurie est poursuivi par la justice, Katayama et son sponsor Central Park sont débauchés par Tyrrell Racing et Venturi, qui devait s'investir à long terme en Formule 1, décide de quitter l'aventure, conscient des coûts d'un tel investissement pour une entreprise somme toute quasi-artisanale.
En 1993, Larrousse décide de continuer seul l'aventure. La nouvelle LH93 conserve le châssis de la saison précédente (fabriqué en interne par Larrousse UK) et dispose du V12 Lamborghini, désormais en exclusivité. Ce moteur a été profondément modifié et a des allures de V10 (128 kg et 70 cm de long). Il atteint les 720 chevaux et dépasse les 14 000 tours par minute. Il ne lui manque qu'une distribution pneumatique qui doit être mise au point en cours de saison. Si la LH93 ne dispose pas de boîte semi-automatique ni de suspension active, elle est équipée d'un système antipatinage développé en étroite collaboration avec l'équipementier Bosch. La LH93 est confiée à Philippe Alliot (vice-champion du monde des pilotes en championnat du monde des voitures de sport sur 905 en 1992) et Érik Comas (ex-Ligier et qui est à l'époque le pilote français le plus titré après Alain Prost). La monoplace n'est pas un foudre de guerre mais permet aux pilotes de rallier l'arrivée à 19 reprises. Alliot inscrit ses seuls points de la saison lors du quatrième Grand Prix à Imola (cinquième), tandis que Comas inscrit le point de la sixième place en Italie. Avec 3 points, l'écurie se classe enfin dixième du championnat constructeur mais perd le moteur Lamborghini.
Pour 1994, Larrousse décroche un contrat de sponsoring important avec le géant français de l'agro-alimentaire BSN. Les LH94 arborent, selon les législations nationales sur les boissons alcoolisées, une livrée rouge et blanche "Kronenbourg" ou une livrée verte "Tourtel". Olivier Beretta remplace Philipe Alliot au volant de la monoplace conçue par Robin Herd et motorisée par un Ford Cosworth V8 HB VII qui a remporté les trois derniers Grands Prix de la saison 1993 avec Benetton et McLaren. Larrousse, fort d'un budget complété à 80 % en début de saison, achète à Benetton les droits d'utilisation de sa boîte de vitesses électronique semi-automatique. Seule ombre au tableau, la voiture a dû être entièrement repensée pour accueillir le V8 en lieu et place du V12 Lamborghini initialement prévu. La LH94 n'effectue donc ses premiers tours de roues que début mars et manque singulièrement de développement. Elle s'avère d'emblée plus rétive que son aînée, ce qui n'empêche pas Comas d'inscrire le point de la sixième place dès la seconde manche de la saison puis de récidiver en Allemagne. Ni Beretta, puis Alliot, puis Dalmas puis Delétraz puis Hideki Noda ne parviennent à l'imiter. Larrousse inscrit donc 2 points et se classe onzième du championnat du monde 1994. 
En 1995, l'écurie française composée des pilotes français Éric Bernard et Christophe Bouchut, ne se rend pas au Grand Prix du Brésil à cause de ses problèmes financiers, la société affiche un déficit d'exploitation non comblé de 32 millions de francs à l'issue de la saison 1993. Patrick Tambay, à qui Gérard Larrousse a vendu 26 % de sa société, se retourne contre son associé qu'il accuse de lui avoir présenté un bilan financier falsifié n'affichant que 11 millions de francs de pertes. La Société Batimat, un des créanciers, demande l'expulsion de Larrousse des locaux qu'elle occupe à Signes. Gérard Larrousse propose à Laurent Barlesi d'entrer dans le capital à hauteur de 15 millions de francs et de créer une nouvelle structure appelée Junior Team F1, sans succès. Larrousse noue des contacts avec Jacques Calvet qui dirige le groupe PSA Peugeot Citroën par l'intermédiaire de Jacques Chirac mais n'obtient pas le soutien du constructeur automobile. Gérard Larrousse pense un temps pouvoir renflouer son équipe en s'associant avec Jean-Paul Driot, le propriétaire de l'écurie de Formule 3000 DAMS, mais celui-ci déclare finalement : « Je ne veux pas entrer en Formule 1 à n'importe quel prix... » Larrousse essuie de nouveaux revers après avoir successivement démarché la Seita, Total et la FFSA. Le gouvernement français, par l'intermédiaire du Premier ministre Édouard Balladur, annonce que l'écurie n'obtiendra pas plus de 6 millions de francs de subvention de la part de l'État au lieu des 15 millions reçus l'année précédente au titre du fond tabac lié à la Loi Évin. Laurent Barlesi accepte alors de verser 450 000 francs à Larrousse pour payer le salaire du personnel et accorder un peu de sursis à l'équipe moribonde. Le 21 février, Laurent Barlesi et Jean Messaoudi sont autorisés par le tribunal de commerce de Toulon à reprendre l'entreprise en location-gérance. Les repreneurs annoncent disposer de 30 millions de francs émanant de sponsors asiatiques pour remettre l'écurie à flot. Le protocole d'accord avec le tribunal stipule qu'ils ont jusqu'au 16 mars pour apporter les fonds. Comme le nouveau châssis de l'écurie n'est toujours pas prêt, les patrons de l'écurie demandent à la FIA l'autorisation de ne pas participer aux deux premiers Grands Prix de la saison dans l'espoir de commencer le championnat à partir du Grand Prix de Saint-Marin avec la nouvelle Larrousse LH95,. L'ingénieur Tim Holloway quitte alors l'équipe française pour rejoindre les rangs de Jordan Grand Prix en qualité d'ingénieur d'exploitation. Finalement, l'écurie déclare forfait pour le championnat du monde tandis que Larrousse ferme ses portes définitivement.

## Résultats en championnat du monde de Formule 1
| Saison | Écurie                                  | Châssis                       | Moteur           | Pneus    | Pilotes                                                                                   | Grands Prix disputés | Points inscrits | Classement    |
| ------ | --------------------------------------- | ----------------------------- | ---------------- | -------- | ----------------------------------------------------------------------------------------- | -------------------- | --------------- | ------------- |
| 1987   | Larrousse & Calmels F1                  | Lola LC87                     | Ford-Cosworth V8 | Goodyear | Philippe Alliot Yannick Dalmas                                                            | 15                   | 3 (5)           | 9e            |
| 1988   | Larrousse & Calmels F1                  | Lola LC88                     | Ford-Cosworth V8 | Goodyear | Philippe Alliot Yannick Dalmas Aguri Suzuki Pierre-Henri Raphanel                         | 16                   | 0               | Non classé    |
| 1989   | Larrousse & Calmels F1 Équipe Larrousse | Lola LC88B Lola LC89          | Lamborghini V12  | Goodyear | Michele Alboreto Philippe Alliot Éric Bernard Yannick Dalmas Aguri Suzuki                 | 15                   | 1               | 15e           |
| 1990   | ESPO Larrousse F1                       | Lola LC89B Lola 90            | Lamborghini V12  | Goodyear | Éric Bernard Aguri Suzuki                                                                 | 16                   | 11              | Déclassé (6e) |
| 1991   | Larrousse F1                            | Lola 91                       | Ford-Cosworth V8 | Goodyear | Éric Bernard Aguri Suzuki Bertrand Gachot                                                 | 15                   | 2               | 11e           |
| 1992   | Central Park Venturi Larrousse          | Venturi LC92                  | Lamborghini V12  | Goodyear | Ukyo Katayama Bertrand Gachot                                                             | 16                   | 1               | 11e           |
| 1993   | Larrousse F1                            | Larrousse LH93                | Lamborghini V12  | Goodyear | Philippe Alliot Érik Comas Toshio Suzuki                                                  | 16                   | 3               | 10e           |
| 1994   | Tourtel Larrousse F1                    | Larrousse LH94                | Ford-Cosworth V8 | Goodyear | Philippe Alliot Érik Comas Yannick Dalmas Jean-Denis Delétraz Hideki Noda Olivier Beretta | 16                   | 2               | 11e           |
| 1995   | Équipe Larrousse                        | Larrousse LH94 Larrousse LH95 | Ford-Cosworth V8 | Goodyear | Christophe Bouchut Éric Bernard                                                           | 0                    | 0               | Forfait       |

## Palmarès des pilotes de Larrousse
| Pilotes               | Grand Prix disputés | Victoires | Podiums | Points inscrits | Pole positions | Meilleur tour en course |
| --------------------- | ------------------- | --------- | ------- | --------------- | -------------- | ----------------------- |
| Philippe Alliot       | 61                  | 0         | 0       | 6               | 0              | 0                       |
| Yannick Dalmas        | 18                  | 0         | 0       | 0               | 0              | 0                       |
| Aguri Suzuki          | 28                  | 0         | 1       | 7               | 0              | 0                       |
| Pierre-Henri Raphanel | 0 (16)              | 0         | 0       | 0               | 0              | 0                       |
| Éric Bernard          | 31                  | 0         | 0       | 6               | 0              | 0                       |
| Michele Alboreto      | 14                  | 0         | 0       | 0               | 0              | 0                       |
| Bertrand Gachot       | 16                  | 0         | 0       | 1               | 0              | 0                       |
| Ukyo Katayama         | 14                  | 0         | 0       | 0               | 0              | 0                       |
| Érik Comas            | 31                  | 0         | 0       | 3               | 0              | 0                       |
| Toshio Suzuki         | 2                   | 0         | 0       | 0               | 0              | 0                       |
| Olivier Beretta       | 9                   | 0         | 0       | 0               | 0              | 0                       |
| Hideki Noda           | 3                   | 0         | 0       | 0               | 0              | 0                       |
| Jean-Denis Delétraz   | 1                   | 0         | 0       | 0               | 0              | 0                       |
| Christophe Bouchut    | 0                   | 0         | 0       | 0               | 0              | 0                       |